# ミナルディ・M01
ミナルディ・M01（Minardi M01）は、ミナルディが1999年のF1世界選手権参戦用に開発したフォーミュラ1カー。デザイナーはグスタフ・ブルナー。決勝最高成績は6位。

## 概要
車名はチームの新たな始まりを示し、それまでの命名法を引き継がずに「01」と名付けられた。ドライバーは1995年に在籍したあとフェラーリのテストドライバーを務めていたルカ・バドエルが復帰し、スペイン人のF1ルーキー、マルク・ジェネとのコンビとなった。バドエルがテストドライブでケガをした際は、プロストのテストドライバーであったステファン・サラザンがその代役を務めた。
ミナルディのような少額予算のチームにとって、この車は大きな前進であったが、シーズンを通してアロウズとグリッドの最後方を争った。チームは風洞を長時間使用する余裕が無かったため、ブルナーはM01の最大の欠点をエアロダイナミクスだと認識していた。
しかしながら、ニュルブルクリンクでジェネが6位でフィニッシュし、チームは4年ぶりのポイントを獲得した。これはバドエルが4位を走行していたもののトランスミッショントラブルのため残り13周でリタイアした後のことであった。このポイントによってチームはコンストラクターズランキング10位となった。これはアロウズと同ポイントであったが、アロウズはペドロ・デ・ラ・ロサの6位の次に高かった順位は高木虎之介の7位であり、ミナルディはジェネの6位の次に高い順位は、ジェネ、バドエル共に8位だったため、レギュレーションによりアロウズがランキングで上になった。しかし、ミナルディよりも潤沢な予算をもつB・A・R よりも上の順位であった。

## F1における全成績
(key) （太字はポールポジション）
| 年     | チーム     | エンジン     | タイヤ | ドライバー           | 1   | 2   | 3   | 4   | 5   | 6   | 7   | 8   | 9   | 10  | 11  | 12  | 13  | 14  | 15  | 16  | ポイント | 順位 |
| ------ | ---------- | ------------ | ------ | -------------------- | --- | --- | --- | --- | --- | --- | --- | --- | --- | --- | --- | --- | --- | --- | --- | --- | -------- | ---- |
| 1999年 | ミナルディ | フォード V10 | B      |                      | AUS | BRA | SMR | MON | ESP | CAN | FRA | GBR | AUT | GER | HUN | BEL | ITA | EUR | MAL | JPN | 1        | 10位 |
| 1999年 | ミナルディ | フォード V10 | B      | ルカ・バドエル       | Ret |     | 8   | Ret | Ret | 10  | 10  | Ret | 13  | 10  | 14  | Ret | Ret | Ret | Ret | Ret | 1        | 10位 |
| 1999年 | ミナルディ | フォード V10 | B      | ステファン・サラザン |     | Ret |     |     |     |     |     |     |     |     |     |     |     |     |     |     | 1        | 10位 |
| 1999年 | ミナルディ | フォード V10 | B      | マルク・ジェネ       | Ret | 9   | 9   | Ret | Ret | 8   | Ret | 15  | 11  | 9   | 17  | 16  | Ret | 6   | 9   | Ret | 1        | 10位 |

## 参照
1. ↑  Ford Cosworth VJ Zetec-R StatsF1
2. ↑  EuropeanGP1999 Formula1.com 1999年9月26日

- AUTOCOURSE 1999-2000, Henry, Alan (ed.), Hazleton Publishing Ltd. (1999) ISBN 1-874557-34-9